# 古川千手寺町
古川千手寺町（ふるかわせんじゅじちょう）は、宮城県大崎市の町丁であり、旧古川市千手寺町の一部、旧古川市大柿の一部に相当する。古川千手寺町一丁目と古川千手寺町二丁目を擁し、全域で住居表示を実施している。郵便番号は989-6174。大崎市ホームページによると2021年4月1日時点での域内の人口は388人、世帯数は194世帯である。

## 地理
北は古川大宮と、東は古川浦町や古川前田町といった多くの町丁と、南は古川七日町と、西は古川諏訪と接する。域内には商店と家屋が密集している。

## 歴史
- 1968年（昭和43年）2月1日 - 古川市大柿の一部から、千住寺町が分離成立。
- 2006年（平成18年）3月31日 - 古川市廃止に伴い、古川市千手寺町が大崎市古川千手寺町として成立。
- 2022年（令和4年）12月14日 - 千手寺町一丁目1街区と6街区が廃止され、七日町1街区となる[7]。

### 地名の由来
古くは古川市大柿の一部であったが、住居表示が実施されるにあたって、住民らの要望で「千手寺東」「千手寺前」の案が出た際に、「紛らわしい町名になる」「千手寺一丁目、二丁目だと、寺の一丁目・二丁目となり、感じが良くないという声が上がり、千手寺町という町名が決定した。

## 交通

### 鉄道
域内に鉄道駅はないが、最寄駅は古川駅（JR陸羽東線・東北新幹線）が挙げられる。

### バス
- 大崎市コミュニティバス
  - 三本木大衡線[9]
  - 北側循環便[10][11]
  - 大貫線[12]
  - 松山鹿島台線[13]
  - 宮沢真山線[14]
  - 清滝線[15]
  - 鳴子線[16]

### 道路
- 国道108号
- 宮城県道1号古川佐沼線

## 学区
域内の児童は大崎市立古川第一小学校・大崎市立古川中学校に進学する。

## 人口
2021年（令和3年）4月1日時点での人口は以下の通りである。
| 丁目           | 日本人世帯数 | 日本人男 | 日本人女 | 計    |
| -------------- | ------------ | -------- | -------- | ----- |
| 千手寺町一丁目 | 110世帯      | 114人    | 110人    | 224人 |
| 千手寺町二丁目 | 84世帯       | 86人     | 78人     | 164人 |

## 施設
- 道の駅おおさき
- 古川千手寺町郵便局
- 仙台地方検察庁古川支部
- 大崎地域広域行政事務組合消防本部・古川消防署
- 古川拘置支所